# Cesó Duïli (cònsol)
Cesó Duïli (en llatí: Kaeso Duilius, suposat significat de K. Duilius) va ser un magistrat romà. Formava part de la gens Duília, una antiga gens romana d'origen plebeu.
Va ser elegit cònsol l'any 336 aC juntament amb Luci Papiri Cras, i durant el seu mandat va fer la guerra als ausons que van ser sotmesos l'any següent. Tres anys després va ser un dels Triumviri coloniae deducendae per establir una colònia a Cales, la ciutat dels àusons.